# Heinrich von Masowien
Heinrich von Masowien (polnisch Henryk Mazowiecki; * zwischen 1368 und 1370; † 1392 und 1393) war ein Prinz und Bischof von Płock in Masowien sowie Halbbruder der Herzöge Janusz I. und Siemowit IV. Er entstammte dem Adelsgeschlecht der masowischen Piasten.

## Leben
Heinrich war der Sohn von Herzog Siemowit III. († 1381) und seiner zweiten Ehefrau Anna von Münsterberg. Im Gegensatz zu seinen Halbbrüdern erhielt er kein Fürstentum, sondern wurde für die geistliche Karriere vorgesehen. Es war jedoch vereinbart, dass ihm ein Teilherzogtum von seinen Brüdern übereignet wird, wenn er die geistliche Laufbahn abbricht. 1390 wurde er von Papst zum Bischof von Płock ernannt. Er nahm die Ernennung jedoch nicht sofort an. 1391 schickte ihn der polnische König Władysław II. Jagiełło mit einer diplomatischen Mission zu dem litauischen Fürsten Vytautas, der sich zu dieser Zeit beim Deutschen Orden befand. Als Dank für die geglückte Mission gab Vytautas seine Schwester Rymgajla Heinrich zur Ehefrau. Dies rief einen internationalen Skandal hervor, da Heinrich formell Bischof war. Kurz darauf starb er auf der Burg in Luzk, möglicherweise von seiner Ehefrau oder Männern des Deutschen Ordens vergiftet. Nach seinem Tod wurde er in der Kathedrale von Płock bestattet.

## Ehe und Familie
Heinrich war mit Rymgajla, der Schwester von Vytautas verheiratet. Die Ehe war kinderlos. Sein geheimnisvoller Tod soll Shakespeare zum Wintermärchen inspiriert haben.